# Intercambiador de calor dinámico de superficie rascada
Un intercambiador de calor dinámico de superficie rascada es un dispositivo diseñado para intercambiar la máxima cantidad de calor por unidad de área mediante la generación de tanta turbulencia como sea posible.

## Introducción
Las tecnologías más importantes para la transferencia de calor indirecta usan tubos (intercambiadores de carcasa y tubos) o superficies planas (intercambiadores de placas). Su objetivo es intercambiar la máxima cantidad de calor por unidad de área mediante la generación de tanta turbulencia como sea posible dentro de unos límites de potencia de bombeo dados. Algunas soluciones típicas para lograr esto consisten en corrugar los tubos o las placas o extender su superficie con aletas.
Sin embargo, estas tecnologías de conformación de la geometría, el cálculo del flujo másico óptimo y otros factores relacionados con la turbulencia quedan menoscabados cuando aparece el ensuciamiento, obligando a los diseñadores a instalar superficies de transferencia de calor significativamente más grandes. Existen varios tipos de ensuciamiento, incluyendo la acumulación de partículas, precipitación (cristalización), sedimentación, generación de capas de hielo, etc.
Otro factor que dificulta la transferencia de calor es la viscosidad. Los fluidos altamente viscosos tienden a generar un flujo laminar profundo, que implica tasas de transferencia de calor muy pobres y altas pérdidas de presión requiriendo una potencia de bombeo considerable, que con frecuencia sobrepasa los límites de diseño del intercambiador. Este problema suele empeorar en el procesado de fluidos no-newtonianos.
Los intercambiadores de calor dinámicos de superficie rascada (ICDSR) se han diseñado para dar repuesta a los problemas arriba mencionados. El ICDSR incrementa la transferencia de calor mediante:
- la eliminación de las capas de ensuciamiento,
- el incremento de la turbulencia en caso de flujo altamente viscoso,
- la prevención de la formación de hielo y otros subproductos.

## Descripción básica
Los ICDSR incorporan un mecanismo interno que periódicamente despega el producto de la superficie de transferencia de calor. El lado del producto se rasca con unas cuchillas adosadas a un vástago o marco móvil. Las cuchillas se construyen con un material plástico rígido para prevenir daños en la superficie rascada. Este material está aprobado por la FDA para las aplicaciones en la industria de la alimentación.

## Tipos de intercambiadores de calor dinámicos de superficie rascada
Existen tres tipos básicos de ICDSRs según la disposición de las cuchillas:
1. ICDSRs tubulares rotatorios. El vástago se instala paralelo al eje del tubo, no necesariamente coincidente con él, y gira a distintas frecuencias, desde pocas rpm a más de 1000 rpm. El número de cuchillas oscila entre 1 y 4 y puede aprovechar el efecto de las fuerzas centrífugas para rascar la superficie interna del tubo. Como ejemplos tenemos el Votator II de Waukesha Cherry-Burrell y el Contherm de Alfa-Laval.
2. ICDSRs tubulares de vaivén. El vástago se instala concéntrico con el tubo y se mueve longitudinalmente sin girar. La frecuencia se encuentra entre 10 y 60 ciclos por minuto. Las cuchillas pueden variar en número y forma, desde disposiciones similares a un deflector a configuraciones de disco perforado. Un ejemplo es el Unicus de HRS Heat Exchangers.
3. ICDSRs de placas rotatorios. Las cuchillas frotan la superficie externa de unas placas circulares dispuestas en serie dentro de la carcasa. El fluido que calienta o enfría corre dentro de las placas. La frecuencia es de algunas decenas de rpm. Un ejemplo es el HRS Serie Rotex.

## Evaluación de intercambiadores de calor dinámicos de superficie rascada
La Dinámica de Fluidos Computacional (DFC) es la herramienta estándar para analizar y evaluar intercambiadores de calor y otros equipos industriales similares. Sin embargo, con el propósito de realizar cálculos rápidos, la evaluación de ICDSRs se efectúa usualmente con la ayuda de correlaciones (semi)empíricas ad hoc basadas en el teorema Pi de Buckingham:
```
   
Fa = Fa(Re, Re', n, ...)
```

para la pérdida de presión y
```
   
Nu = Nu(Re, Re', Pr, Fa, L/D, N, ...)
```

para la transferencia de calor, donde Nu es el número de Nusselt, Re es el número de Reynolds estándar basado en el diámetro interno del tubo, Re' es el número de Reynolds específico basado en la frecuencia de rascado, Pr es el número de Prandtl, Fa es el factor de fricción de Fanning, L es la longitud del tubo, D es el diámetro interno del tubo, n es el número de cuchillas y los puntos suspensivos se refieren a cualquier otro parámetro adimensional relevante.

## Aplicaciones
El rango de aplicaciones cubre un cierto número de industrias, incluyendo la alimentaria, química, petroquímica y farmacéutica. Los ICDSRs son apropiados cuando el producto es propenso al ensuciamiento o a la cristalización, muy viscoso, con partículas o sensible al calor.